# Відважні коханці
«Відважні коханці» (англ. Lovers Courageous) — американська мелодрама режисера Роберта З. Леонарда 1932 року.

## У ролях
- Роберт Монтгомері — Віллі
- Медж Еванс — Мері
- Роланд Янг — Джеффрі
- Фредерік Керр — адмірал
- Реджинальд Оуен — Джиммі
- Беріл Мерсер — місіс Сміт
- Евелін Голл — леді Блейн
- Геллівелл Гоббс — містер Сміт
- Джекі Сірл — Віллі, в дитинстві
- Норман Філліпс молодший — Волтер, в дитинстві
- Алан Маубрей — Лемон